# Nadalj
Nadalj (izvirno srbsko Надаљ; madžarsko Nádalja) je naselje v Srbiji, ki upravno spada pod Občino Srbobran; slednja pa je del Južnobačkega upravnega okraja.

## Demografija
V naselju živi 1702 polnoletnih prebivalcev, pri čemer je njihova povprečna starost 40,1 let (39,3 pri moških in 40,8 pri ženskah). Naselje ima 765 gospodinjstev, pri čemer je povprečno število članov na gospodinjstvo 2,88.
To naselje je, glede na rezultate popisa iz leta 2002, v glavnem srbsko.
|  |

| Demografija | Demografija     | Demografija     |
| Leto        | Št. prebivalcev | Št. prebivalcev |
| ----------- | --------------- | --------------- |
|             |                 |                 |
|             |                 |                 |
|             |                 |                 |
|             |                 |                 |
| 1948        | 2554            |                 |
| 1953        | 2490            |                 |
| 1961        | 2441            |                 |
| 1971        | 2163            |                 |
| 1981        | 2042            |                 |
| 1991        | 1952            | 1942            |
| 2002        | 2223            | 2202            |
|             |                 |                 |

| Etnična sestava po popisu iz leta 2002 | Etnična sestava po popisu iz leta 2002 | Etnična sestava po popisu iz leta 2002 | Etnična sestava po popisu iz leta 2002 | Etnična sestava po popisu iz leta 2002 |
| -------------------------------------- | -------------------------------------- | -------------------------------------- | -------------------------------------- | -------------------------------------- |
| Srbi                                   | Srbi                                   |                                        | 1.794                                  | 81,47%                                 |
| Madžari                                | Madžari                                |                                        | 163                                    | 7,40%                                  |
| Romi                                   | Romi                                   |                                        | 82                                     | 3,72%                                  |
| Jugoslovani                            | Jugoslovani                            |                                        | 56                                     | 2,54%                                  |
| Muslimani                              | Muslimani                              |                                        | 16                                     | 0,72%                                  |
| Rusini                                 | Rusini                                 |                                        | 15                                     | 0,68%                                  |
| Hrvati                                 | Hrvati                                 |                                        | 8                                      | 0,36%                                  |
| Črnogorci                              | Črnogorci                              |                                        | 6                                      | 0,27%                                  |
| Rusi                                   | Rusi                                   |                                        | 6                                      | 0,27%                                  |
| Nemci                                  | Nemci                                  |                                        | 6                                      | 0,27%                                  |
| Makedonci                              | Makedonci                              |                                        | 3                                      | 0,13%                                  |
| Ukrajinci                              | Ukrajinci                              |                                        | 2                                      | 0,09%                                  |
| Romuni                                 | Romuni                                 |                                        | 2                                      | 0,09%                                  |
| Slovaki                                | Slovaki                                |                                        | 1                                      | 0,04%                                  |
| Bunjevci                               | Bunjevci                               |                                        | 1                                      | 0,04%                                  |
| Albanci                                | Albanci                                |                                        | 1                                      | 0,04%                                  |
| Neznano                                | Neznano                                |                                        | 18                                     | 0,81%                                  |